# Halichoanolaimus minutissimus
Halichoanolaimus minutissimus is een rondwormensoort uit de familie van de Selachinematidae. De wetenschappelijke naam van de soort is voor het eerst geldig gepubliceerd in 1961 door Timm.